# Fernando Belaúnde Terry
Fernando Belaúnde Terry (Lima, 7 ottobre 1912 – Lima, 4 giugno 2002) è stato un politico peruviano.
È stato Presidente del Perù dal 28 luglio 1963 al 3 ottobre 1968 e dal 28 luglio 1980 al 28 luglio 1985.